# 동국대학교 축구부
동국대학교 축구부(Dongguk University Football Club)는 대한민국 서울특별시에 있는 축구부이다. 동국대학교에서 운영하는 대학 축구 선수부이며, 1946년에 창단되었다.

## 같이 보기
- 동국대학교